# Guidina Dal Sasso
Guidina Dal Sasso (ur. 16 stycznia 1958 w Asiago) – włoska biegaczka narciarska, zawodniczka klubu Fior di Rocia.

## Kariera
Pierwszy raz na arenie międzynarodowej Guidina Dal Sasso pojawiła się 28 marca 1982 roku w zawodach Pucharu Świata Štrbskim Plesie. W zawodach tych była dwunasta w biegu na 10 km techniką klasyczną i tym samym w swoim debiucie zdobyła pierwsze pucharowe punkty. W klasyfikacji generalnej najlepiej wypadła w sezonie 1985/1986, który ukończyła na jedenastej pozycji. Startowała także w zawodach Worldloppet wygrywając między innymi szwajcarski Engadin Skimarathon w 1990 roku, oraz włoskie Marcialonga w latach 1991 i 1996-1999 oraz La Sgambeda w 1998 roku. Trzykrotnie startowała na igrzyskach olimpijskich, najlepsze wyniki osiągając podczas ZIO w Sarajewie w 1984 roku. Zajęła tam między innymi dziesiąte miejsce na dystansie 20 km klasykiem, a wspólnie z koleżankami z reprezentacji była dziewiąta w sztafecie. Ponadto była między innymi siódma w biegu na 20 km stylem dowolnym na mistrzostwa świata w Oberstdorfie (1987) oraz ósma na dystansie 10 km podczas mistrzostw świata w Seefeld (1985) i 30 km podczas mistrzostw świata w Thunder Bay (1995). W 2002 roku zakończyła karierę.

## Osiągnięcia

### Igrzyska Olimpijskie
| Miejsce | Dzień     | Rok  | Miejscowość | Konkurencja             | Czas biegu  | Strata      | Zwyciężczyni           |
| ------- | --------- | ---- | ----------- | ----------------------- | ----------- | ----------- | ---------------------- |
| 16.     | 9 lutego  | 1984 | Sarajewo    | 10 km stylem klasycznym | 31:44,2 min | +2:04,0 min | Marja-Liisa Hämäläinen |
| 24.     | 12 lutego | 1984 | Sarajewo    | 5 km stylem klasycznym  | 17:04,0 min | +1:20,9 min | Marja-Liisa Hämäläinen |
| 9.      | 15 lutego | 1984 | Sarajewo    | Sztafeta 4 × 5 km       | 1:06:49.7 h | +4:22.6 min | Norwegia               |
| 10.     | 18 lutego | 1984 | Sarajewo    | 20 km stylem klasycznym | 1:01:45,0 h | +2:59,1 min | Marja-Liisa Hämäläinen |
| 11.     | 14 lutego | 1988 | Calgary     | 10 km stylem klasycznym | 30:08,3 min | +1:08,4 min | Vida Vencienė          |
| 27.     | 17 lutego | 1988 | Calgary     | 5 km stylem klasycznym  | 15:04,0 min | +1:22,4 min | Marjo Matikainen       |
| 10.     | 21 lutego | 1988 | Calgary     | Sztafeta 4 × 5 km       | 59:51,1 min | +4:32,5 min | ZSRR                   |
| 19.     | 25 lutego | 1988 | Calgary     | 20 km stylem dowolnym   | 55:33,6 min | +3:46,8 min | Tamara Tichonowa       |
| 17.     | 24 lutego | 1994 | Lillehammer | 30 km stylem klasycznym | 1:25:41,6 h | +5:05,9 min | Manuela Di Centa       |

### Mistrzostwa świata
| Miejsce | Dzień       | Rok  | Miejscowość   | Konkurencja             | Czas biegu  | Strata      | Zwyciężczyni            |
| ------- | ----------- | ---- | ------------- | ----------------------- | ----------- | ----------- | ----------------------- |
| 8.      | 19 stycznia | 1985 | Seefeld       | 10 km stylem dowolnym   | 30:54,8 min | +50,7 s     | Anette Bøe              |
| 12.     | 26 stycznia | 1985 | Seefeld       | 20 km stylem klasycznym | 59:19,1 min | +3:08,1 min | Grete Ingeborg Nykkelmo |
| 15.     | 13 lutego   | 1987 | Oberstdorf    | 10 km stylem klasycznym | 32:49,5 min | +2:04,3 min | Anne Jahren             |
| 5.      | 18 lutego   | 1987 | Oberstdorf    | Sztafeta 4 × 5 km       | 58:08,8 min | +1:58,9 min | ZSRR                    |
| 7.      | 20 lutego   | 1987 | Oberstdorf    | 20 km stylem dowolnym   | 57:20,5 min | +1:30,2 min | Marie-Helene Westin     |
| 31.     | 19 lutego   | 1989 | Lahti         | 10 km stylem dowolnym   | 27:04,5 min | +2:55,5 min | Jelena Välbe            |
| 15.     | 8 lutego    | 1991 | Val di Fiemme | 15 km stylem klasycznym | 14:04.2 min | ?           | Jelena Välbe            |
| 15.     | 10 marca    | 1995 | Thunder Bay   | 15 km stylem klasycznym | 41:27,5 min | +3:42,4 min | Łarisa Łazutina         |
| 13.     | 12 marca    | 1995 | Thunder Bay   | 5 km stylem klasycznym  | 15:23,7 min | +1:08,5 min | Łarisa Łazutina         |
| 15.     | 14 marca    | 1995 | Thunder Bay   | 5+10 km pościgowy       | 43:19,6 min | +2:14,4 min | Łarisa Łazutina         |
| 4.      | 16 marca    | 1995 | Thunder Bay   | Sztafeta 4 × 5 km       | 53:47.6 min | +2:25.2 min | Rosja                   |
| 49.     | 21 lutego   | 1997 | Trondheim     | 15 km stylem dowolnym   | 36:28,2 min | +4:38,5 min | Jelena Välbe            |

### Puchar Świata

#### Miejsca w klasyfikacji generalnej
- sezon 1981/1982: 43.
- sezon 1982/1983: 28.
- sezon 1983/1984: 27.
- sezon 1984/1985: 28.
- sezon 1985/1986: 11.
- sezon 1986/1987: 20.
- sezon 1987/1988: 21.
- sezon 1988/1989: 29.
- sezon 1990/1991: 46.
- sezon 1993/1994: 28.
- sezon 1994/1995: 17.
- sezon 1995/1996: 30.
- sezon 1996/1997: 44.

#### Miejsca na podium
Dal Sasso nigdy nie stała na podium indywidualnych zawodów Pucharu Świata.

### FIS Marathon Cup

#### Miejsca w klasyfikacji generalnej
- sezon 2000/2001 – 8.
- sezon 2001/2002 – 42.

#### Miejsca na podium
Dal Sasso nigdy nie stała na podium indywidualnych zawodów FIS Marathon Cup.